# Smile (cançó de Charles Chaplin)
Smile és una cançó basada en un tema instrumental utilitzat a la banda sonora de la pel·lícula de Charlie Chaplin, de 1936, Modern Times. Chaplin va compondre la música, inspirada en la Tosca de Puccini. John Turner i Geoffrey Parsons van afegir la lletra i el títol el 1954. A la lletra, basada en línies i temes de la pel·lícula, el cantant demana als oients que animin i que sempre hi hagi un matí brillant, sempre que somriguin. "Smile" s'ha convertit en un estàndard popular des del seu ús original a la pel·lícula de Chaplin.
Judy Garland va cantar una memorable versió de "Smile" a The Ed Sullivan Show el 1963. Una altra versió va ser realitzada per Jimmy Durante i va aparèixer en el tràiler de la pel·lícula de 2019 Joker, basada en el malvat de DC Comics.

## Versió de Nat King Cole

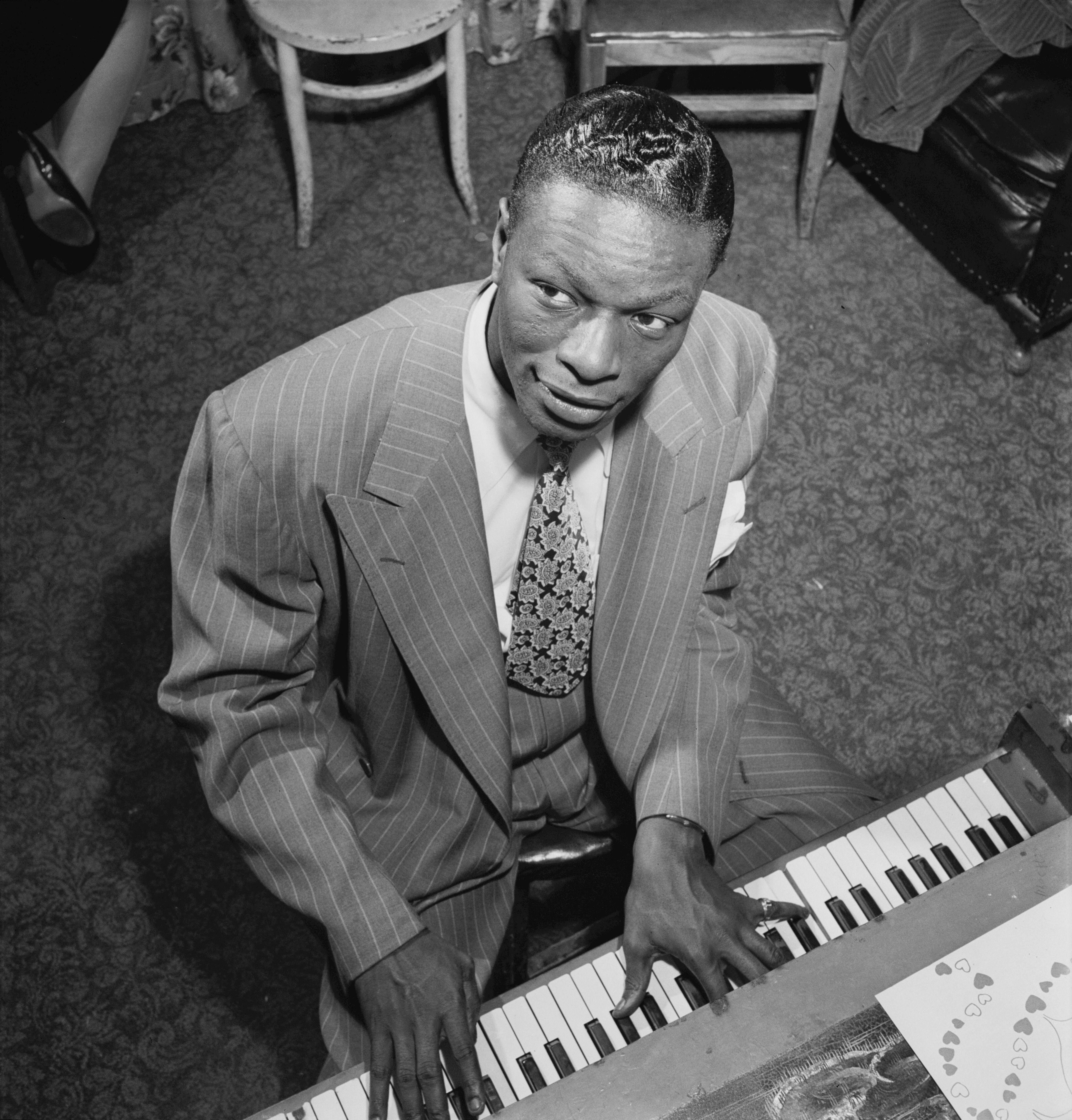
Nat King Cole

Nat King Cole va gravar la primera versió amb lletra. Es va classificar el 1954, arribant al número 10 de les llistes Billobard i al número 2 a la llista de singles del Regne Unit. Aquesta versió també es va utilitzar al començament de la pel·lícula Smile.
Sammy Davis Jr. va enregistrar una versió de l'original de Cole, com a part del seu àlbum de tribut The Nat King Cole Songbook de 1965.

## Versió de Michael Jackson
El cantant Michael Jackson va citar sovint Smile com la seva cançó favorita i la va gravar per al seu doble àlbum de 1995 HIStory: Past, Present and Future, Book I. El 1998 va ser llançat com el setè i últim senzill de l'àlbum. Tot i això, es va cancel·lar a l'últim minut i només van sortir a la circulació al Regne Unit, Sud-àfrica i Països Baixos unes poques còpies, principalment promocionals, convertint-lo en un dels més rars i col·leccionables de tots els llançaments de Jackson. Entertainment Weekly va anomenar aquesta versió de la cançó una "rendició destinada a Disney". El 2009, al memorial de Jackson, el seu germà Jermaine Jackson va cantar una versió de la cançó en honor de Michael.
| • Smile (1997)                                                       |
| -------------------------------------------------------------------- |
| 1. "Smile" 2. "Is It Scary" 3. "Off the Wall" (Junior Vasquez remix) |

## Altres versions
Altres artistes han versionat aquesta cançó incloent: Tony Bennett, Avishai Cohen, Hugh Coltman, Céline Dion, Michael Bolton, Chris Botti, Michael Bublé, Roberto Carlos, Charice, Eric Clapton, Petula Clark, Holly Cole, Natalie Cole, Chick Corea, Elvis Costello, Skeeter Davis, Il Divo, Djavan, Josh Groban, Mandy Harvey, Steve Howe, La India, Rickie Lee Jones, Udo Jurgens, Trini Lopez, Steve Lukather, Scott Matthew, Johnny Mathis, Brad Mehldau, Misia, Gaby Moreno, The Peddlers, Madeleine Peyroux, Pino Presti, Ray Quinn, Sun Ra, Demis Roussos, Jimmy Scott, Chubby Tavares, Martin Taylor, Il Volo, Russell Watson, Westlife, Stevie Wonder, Timi Yuro.